# Michael Käfer

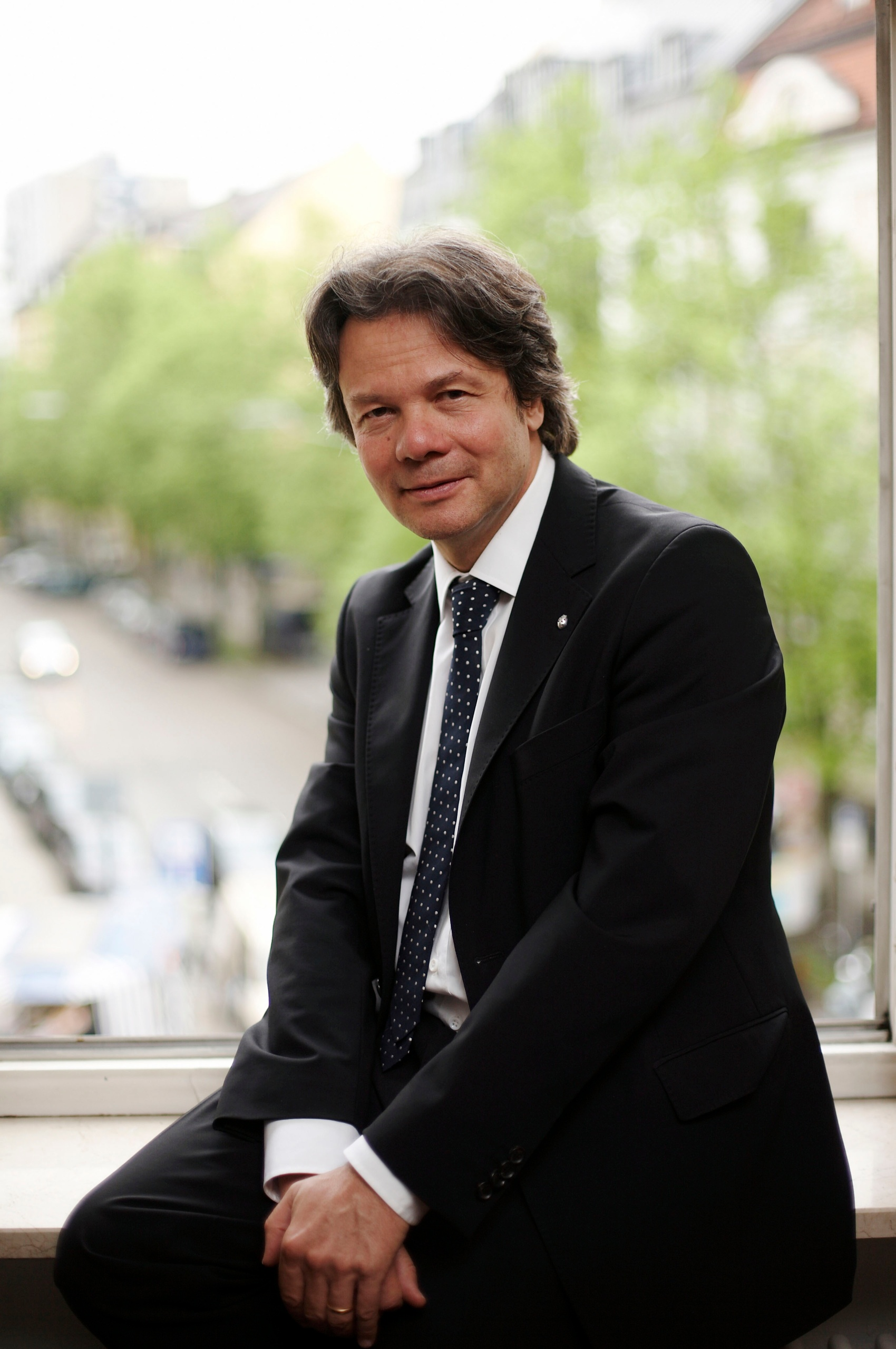
Michael Käfer im Stammhaus

Michael Alexander Käfer (* 2. Februar 1958 in München) ist ein deutscher Feinkost-Händler und Oktoberfest-Wirt.

## Leben
Michael Käfer ist der ältere der beiden Söhne des Gastrounternehmers Gerd Käfer. Nach dem Abitur studierte er von 1978 bis 1984 an der Fachhochschule München Betriebswirtschaft.

### Gastronomie
Zu seinem 25. Geburtstag am 20. März 1984 erhielt Käfer die Diskothek P1 im Münchner Haus der Kunst von seinem Vater als Geschenk. Bereits in den ersten Jahren erwarb die Diskothek durch die Anwesenheit internationaler Promis, aufsehenerregende Mottopartys, Skandale und künstliche Angebotsverknappung durch autoritäre Türsteher deutschlandweite Bekanntheit.
Als Anteilshaber am Familienunternehmen Feinkost Käfer kam er 1988 in die Geschäftsleitung des Hauses. Nachdem sein Onkel Helmut Käfer und sein Vater Anfang der 1990er Jahre das Unternehmen an einen Investor verkaufen wollten, nahm Michael Käfer einen Kredit auf, erwarb 1995 von seinem Vater und seinem Onkel den Feinkosthandel, den Party-Service und die Gastronomie inklusive der Käfer Wies'n-Schänke auf dem Oktoberfest und wurde 2006 alleiniger Geschäftsführer der gesamten Unternehmensgruppe. Die letzte Rate bezahlte er nach eigenen Angaben im Mai 2012.
Käfer, der heute Betreiber und Mitbetreiber einer Vielzahl von Münchner Gastronomiebetrieben ist, erweiterte das Spektrum des Unternehmens mit erfolgreichen Geschäftsfeldern wie zum Beispiel Museums-, Messe- und Flughafen-Gastronomie, einem Logistikzentrum mit Groß- und Versandhandel sowie Delikatessen-Lagerverkauf in Parsdorf und einem Internetshop seit 2000. Hinzu kamen weltweit Ableger, seit 1992 eine Kooperation mit der japanischen Kaufhauskette Mitsukoshi und weitere durch die 2003 gegründete Käfer Lizenz GmbH Lizenzvergaben zum Vertrieb der hauseigenen Produkte. Für Schlagzeilen sorgte 1999 auch die Übernahme der gastronomischen Bewirtschaftung des Abgeordnetenhauses von Berlin und der Betrieb des öffentlichen Dachterrassen-Restaurants im Kuppelbereich des Reichstagsgebäudes. Mit dem Partyservice bewirtet das Unternehmen mittlerweile im Jahr 300.000 Gäste auf 2.000 Veranstaltungen.
Durch die Vergrößerung der Unternehmensgruppe zählt diese heute über 1000 Mitarbeiter und erzielte 2011 einen Jahresumsatz von 125 Millionen Euro.

### Sonstiges Engagement

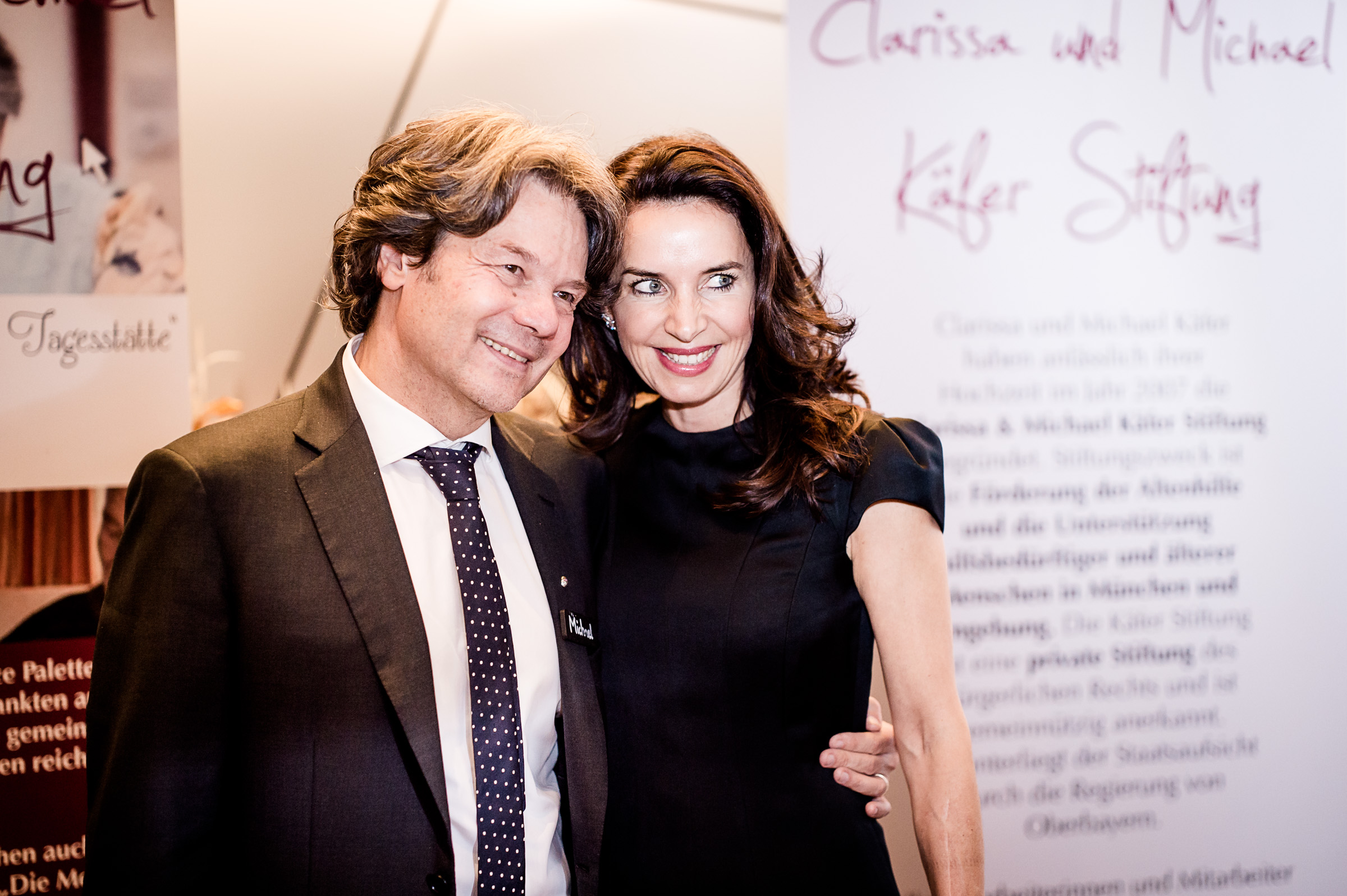
Clarissa und Michael Käfer Stiftung

Käfer ist unter anderem Kurator der Deutschen Sporthilfe. Anlässlich der Hochzeit mit seiner zweiten Gattin Clarissa rief er die private Clarissa und Michael Käfer Stiftung mit dem Zweck der Förderung der Altenhilfe und der Unterstützung hilfsbedürftiger oder älterer Menschen ins Leben. Die Stiftung hilft zudem der Tafel in München. Clarissa Käfer ist seit 2012 auch Schirmherrin des Ronald McDonald Hauses am Deutschen Herzzentrum München.

### Privates
Käfer war in erster Ehe von 1998 bis 2004 mit der Betriebswirtin und Unternehmerin Sabine Käfer, geborene Wittke und seit 2006 Schwiegertochter des Architekten Peter Lanz, verheiratet. Kurz nach der Scheidung war Käfer einige Monate mit einer US-Amerikanerin liiert, mit der er 2005 sein erstes Kind erwartete.
In zweiter Ehe ist er seit Juli 2007 mit der Rechtsanwältin Clarissa Käfer, geborene Ehrenhuber, verheiratet und seit März 2011 Vater gemeinsamer Zwillingssöhne.

## Veröffentlichungen
- Käfer – Einfach gut essen. Das Käfer-Genussbuch. Collection Rolf Heyne, München 2008, ISBN 978-3-89910-376-2.
- Der geliehene Freund : Mein Leben als Gastgeber. Edel Books, Hamburg 2022, ISBN 978-3-8419-0817-9

## Auszeichnungen
- 2022: Bayerischer Verfassungsorden[14]
- 2025: Bayerischer Verdienstorden[15]